# Власюков Яків Онисимович
Яків Онисимович Власюков (21 жовтня 1906 — 10 червня 1984) — Герой Радянського Союзу (1944).

## Біографія
Яків Власюков народився 21 жовтня 1906 року в селі Турковичі (нині — Дубенський район Рівненської області України) у селянській родині. Після закінчення сільської школи працював спочатку у рідному селі, потім у селі Веселівка Сумського району Сумської області.
У серпні 1941 року Власюков був призваний на службу у Робітничо-селянську Червону Армію та направлений на фронт німецько-радянської війни. Відзначився під час битви за Дніпро.
5 жовтня 1943 року у районі села Лютіж Вишгородського району Київської області Української РСР Власюков проник у німецький опорний пункт, де кулеметним вогнем та гранатами знищив велику кількість ворожих солдатів та офіцерів. Його дії сприяли успішному виконанню бойового завдання усім підрозділом.
Указом Президії Верховної Ради СРСР від 10 січня 1944 року за «мужність та відвагу, проявлені у боях з ворогом на берегах Дніпра» червоноармієць Яків Власюков був удостоєний високого звання Героя Радянського Союзу з врученням ордену Леніна та медалі «Золота Зірка» за номером 3675.
У 1944 році Я. О. Власюков був демобілізований за станом здоров'я та повернувся у Веселівку. Працював у колгоспі «Комуніст». Помер 10 червня 1984 року.